# Рентгенофлуоресцентний аналіз

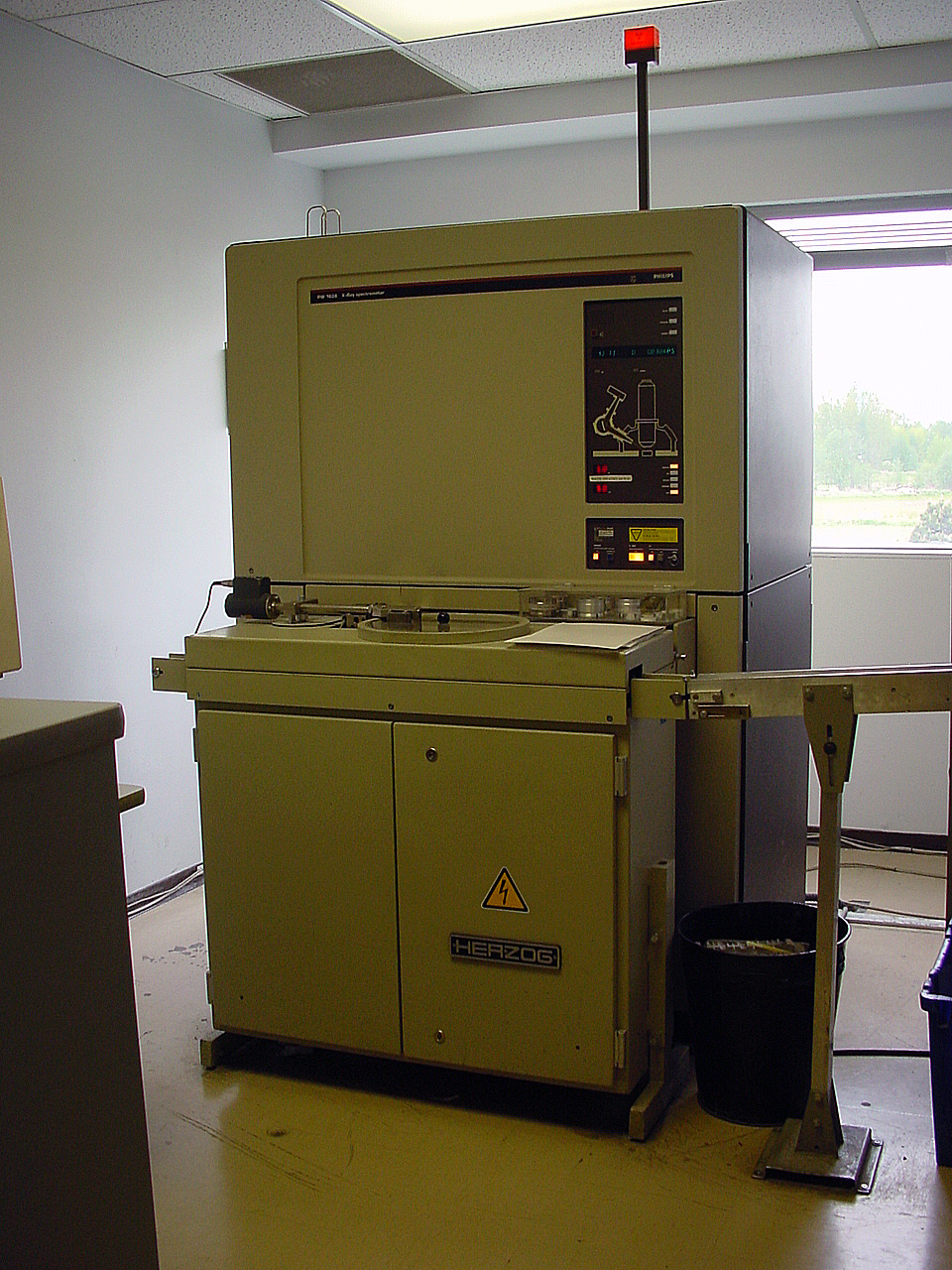
A Philips PW1606 Рентгенівський флюоресцентний спектрометр з автоматичною подачею зразків у лабораторії контролю якості цементу.

Рентгенофлуоресцентний аналіз (англ. X-ray fluorescence spectroscopy, XRF) — метод спектрального аналізу спектрів флюоресценції елементів випромінених при адсорбції високоенергетичного випромінювання.
Один із сучасних спектроскопічних методів дослідження речовини з метою отримання його елементного складу, тобто його елементного аналізу.

## Принцип
Атоми досліджуваного об'єкту збуджуються рентгенівським-, гамма — чи іонізуючим випромінюванням (на противагу до методів WDS чи EDX, де збудження відбувається пучком електронів). При взаємодії атомів речовини з високоенергетичним випромінюванням, електрони близькі до ядра атома вибиваються із своїх орбіталей. При цьому електрони з вищих енергетичних орбіталей займають їх місце, виділяючи при цьому фотони — характеристичне флюоресцентне випромінювання. Тобто відбувається емісія випромінювання з меншою енергію за поглинуту. За допомогою різноманітних детекторів (PIN diode, Si(Li), Ge(Li), Silicon Drift Detector SDD) реєструють спектр флуоресценції. За положенням максимумів у спектрі випромінювання можна провести якісний елементарний аналіз такого спектру флуоресценції, а за їх величиною, використавши еталонні зразки, зробити кількісний аналіз.
Рентгенофлуоресцентний аналіз дозволяє проводити якісний і кількісний аналіз у речовині усіх елементів починаючи від фтору.